# 多貝拉伊半島

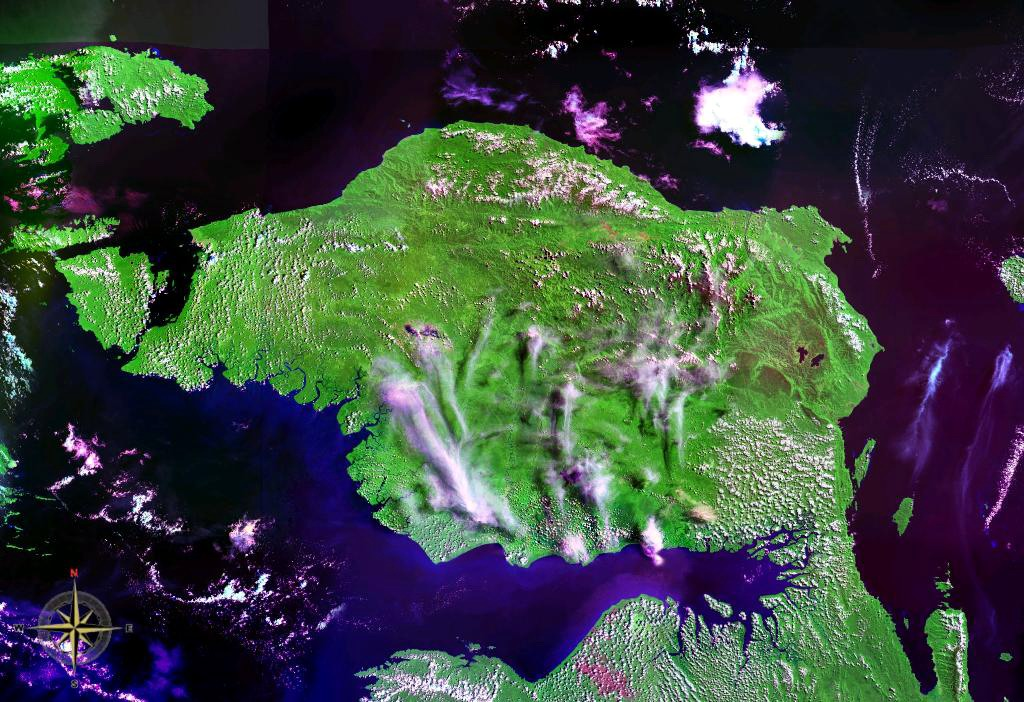
多貝拉伊半島衛星圖片

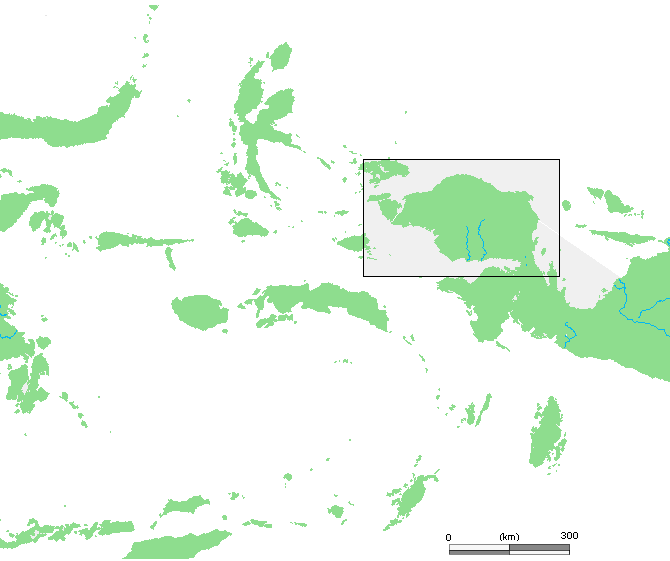
多貝拉伊半島位置

多貝拉伊半島，又稱鳥頭半島，是印度尼西亞西巴布亞省的大型半島，位於新畿內亞的西北部，東臨極樂鳥灣，南接賓圖尼灣，長約200公里、闊約300公里，南部沿海是平原，北部是海拔3,000米的阿爾法克山脈，半島上有超過300種雀鳥。